# Widmo sygnału
Widmo sygnału (ściślej widmo częstotliwościowe sygnału) – przedstawienie sygnału w dziedzinie częstotliwości lub pulsacji, otrzymane przy pomocy zespolonej transformacji Fouriera, {\displaystyle F(j\omega )={\mathcal {F}}\{f(t)\}.} Widmem sygnału nazywa się zarówno samą transformatę Fouriera {\displaystyle F(j\omega )} (wynik transformacji Fouriera), jak i wykres przedstawiający tę transformatę. Dziedziną funkcji {\displaystyle F(j\omega )} jest zbiór ciągły wartości rzeczywistych, czyli {\displaystyle \omega \in (-\infty ,+\infty ).}
Wykres widma jest graficznym przedstawieniem transformaty Fouriera jako funkcji częstotliwości lub pulsacji. Z wykresu tego można przykładowo odczytać, jakie składowe harmoniczne wchodzą w skład danego sygnału, czy sygnał ma ograniczone pasmo, jaka jest szerokość jego pasma, czy zawiera składowe wolnozmienne (o małych częstotliwościach) oraz szybkozmienne (o wielkich częstotliwościach).

## Widmo amplitudowe i fazowe
Ponieważ transformata Fouriera {\displaystyle F(j\omega )} jest w ogólności funkcją o wartościach zespolonych, zatem przy wykonywaniu wykresów widma wygodne jest niezależne przedstawianie modułu {\displaystyle M(\omega )=|F(j\omega )|} oraz argumentu {\displaystyle \Theta (\omega )=\arg\{F(j\omega )\}.} Wykres widma amplitudowego (wykres modułu) pokazuje, jakie są amplitudy składowych widmowych sygnału o różnych częstotliwościach. Wykres widma fazowego (wykres argumentu) pokazuje, jakie są fazy tych składowych.

## Widma sygnałów o określonych cechach
Widma sygnałów posiadają własności bezpośrednio wynikające z własności transformacji Fouriera:
- jeśli sygnał ma wartości rzeczywiste, to widmo posiada symetrię sprzężoną (hermitowską), to znaczy {\displaystyle F(j\omega )=F^{*}(-j\omega ),} a z tego wynika, że widmo amplitudowe jest funkcją parzystą, czyli {\displaystyle M(\omega )=M(-\omega ),} a widmo fazowe jest funkcją nieparzystą, czyli {\displaystyle \Theta (\omega )=-\Theta (-\omega );}
- dla sygnałów o wartościach rzeczywistych, które są parzyste w dziedzinie czasu, to znaczy {\displaystyle f(t)=f(-t),} ich widmo jest rzeczywiste, czyli {\displaystyle \mathrm {Im} \{F(j\omega )\}=0;}
- dla sygnałów o wartościach rzeczywistych, które są nieparzyste w dziedzinie czasu, to znaczy {\displaystyle f(t)=-f(-t),} ich widmo jest funkcją urojoną, czyli {\displaystyle \mathrm {Re} \{F(j\omega )\}=0.}

W zależności od szczególnych cech sygnału, jego widmo posiada odpowiednie własności:
- widmo sygnału nieokresowego jest funkcją ciągłą (choć może również zawierać impulsy Diraca);
- widmo sygnału okresowego o częstotliwości {\displaystyle f_{0}} składa się wyłącznie z impulsów Diraca (takie widmo określa się mianem widma prążkowego lub dyskretnego) występujących na osi częstotliwości w punktach odpowiadających całkowitym wielokrotnościom jego częstotliwości, {\displaystyle kf_{0},} gdzie {\displaystyle k\in \mathbb {C} ;}
- widmo sygnału ciągłego jest funkcją nieokresową;
- widmo sygnału dyskretnego jest funkcją okresową.